# Жанакурилис (Нуринський район)
Жанакурили́с (каз. Жаңақұрылыс) — село у складі Нуринського району Карагандинської області Казахстану. Входить до складу Байтуганського сільського округу.
Населення — 115 осіб (2021; 245 у 2009, 309 у 1999, 294 у 1989).
Національний склад станом на 1989 рік:
- казахи — 100 %.